# سانتا ترينيتا
سانتا ترينيتا (بالإيطالية: Santa Trìnita)‏ ("الثالوث المقدس") هي كنيسة وسط فلورنسا بإيطاليا، وهي الكنيسة الأم للرهبانية الفلمبروسانية، التي تأسست في عام 1092 من قبل أحد النبلاء الفلورنسيين. من المعالم القريبة منها جسر سانتا ترينيتا فوق نهر أرنو.